# 시간 (불교)

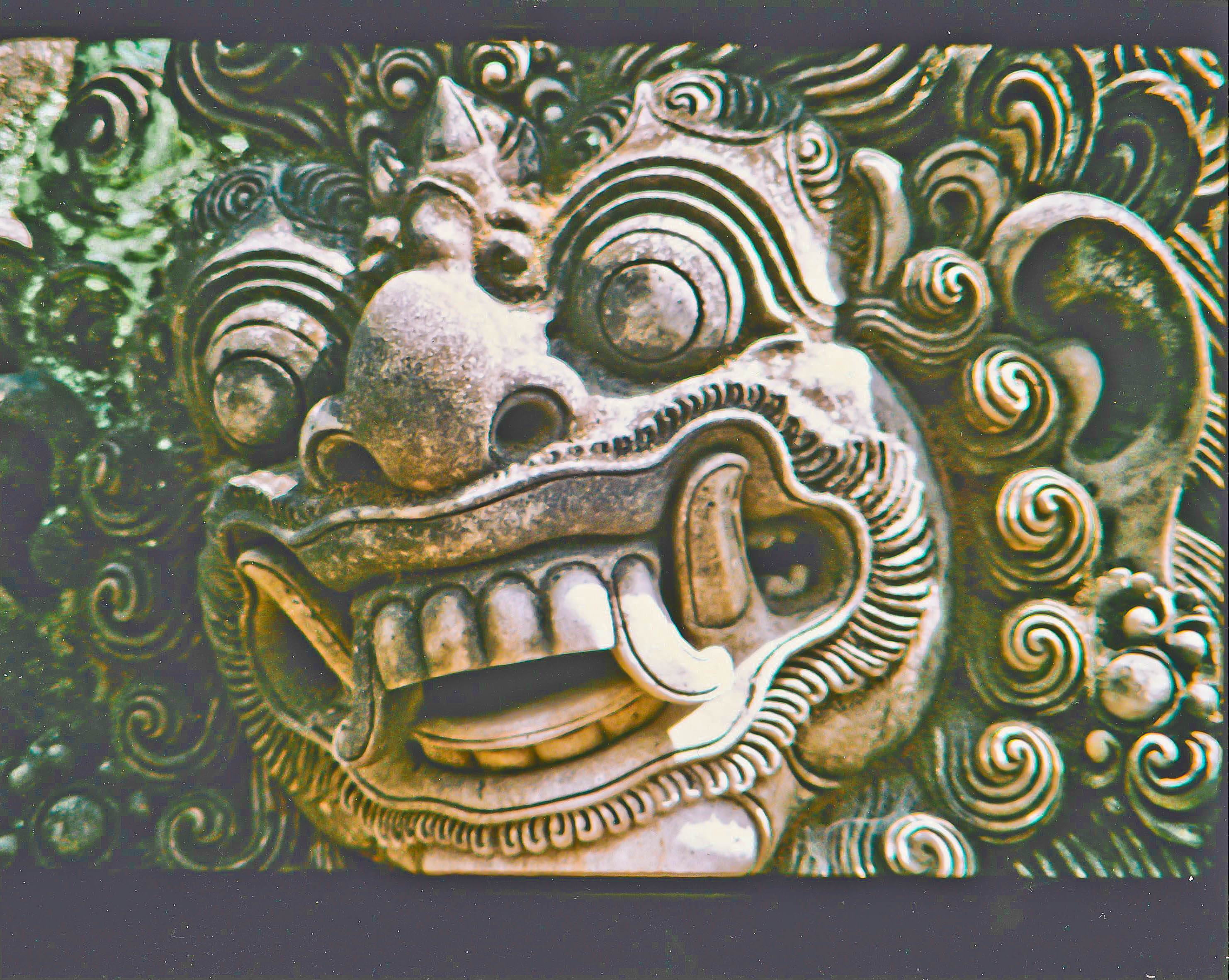

시(時, 산스크리트어: kāla) · 시간(時間) 또는 시각(時刻)은 불교에서 다음의 분류, 그룹 또는 체계의 한 요소이다.
- 대승불교의 유식유가행파와 법상종의 5위 100법에서 심불상응행법(心不相應行法: 24가지) 가운데 하나이다.
- 5위 100법의 심불상응행법 중 인과(因果: 동시인과의 관점에서 본 모든 또는 개별 유위법)와 관련된 9가지 법인 유전(流轉) · 정이(定異) · 상응(相應) · 세속(勢速) · 차제(次第) · 시(時) · 방(方) · 수(數) · 화합(和合) 가운데 하나이다.[1][2] 또는 이 9가지 법에 불화합(不和合)을 더한, 인과(因果)에 관련된 10가지 법 가운데 하나이다.[3][4]
- 부파불교의 설일체유부에서도 시(時: 시간)를 가법이라고 보았으며,[5] 시(時: 시간)가 설일체유부의 5위 75법의 법체계에 속하지 않은 이유는 실법이라고 본 법들만을 5위 75법에 포함시켰기 때문이다.

불교 일반에서는 일체의 유위법이 생멸변화할 때의 그 변화상태를 가설(假設: 임시로 설치함, 없는 것을 있다고 침)적으로 이름하여 시간(時間, 산스크리트어: काल kāla) 또는 시(時)라고 한다. 세로(世路, 산스크리트어: adhvan)라고도 한다. 세로(世路)는 시간[世]이란 유위제법을 근거[路]로 한다는 뜻이다.
부파불교의 설일체유부와 대승불교의 유식유가행파와 법상종에서는 허공(虛空, 산스크리트어: आकाश ākāśa, 절대공간) 즉 공간을 객관적으로 독립된 실체, 즉 법(法)으로 보아서 불생불멸의 무위법(無爲法)으로 분류하고 있다. (물론, 유식유가행파와 법상종에서는 모든 유위법을 식(識)의 전변이라고 보며, 모든 무위법을 식(識)의 전변과 법성(法性)에 의지하여 가설(假設)한 것이라고 본다.) 반면, 시간에 대해서는, 설일체유부 · 유식유가행파 · 법상종을 비롯한 불교 전반에서 공통되이, 일체 유위법의 생멸변화의 상속상(相續相)에 근거하여 과거(過去) · 현재(現在) · 미래(未來)의 3세(三世)의 시간을 가설(假設)한 것이라고 본다. 즉, 시간이란 실체가 없는 것으로 단순히 편의상 설정된 개념에 지나지 않는다고 본다.
이러한 이유로 시(時)는 설일체유부의 5위 75법의 법체계에 들어 있지 않다. 반면, 유식유가행파와 법상종의 5위 100법의 법체계에서 심불상응행법(心不相應行法) 위(位)에 속한 24가지 법들 중의 하나이다. 이것은 유식유가행파와 법상종에서는 모든 법을 식(識)의 전변이라고 보았으며 따라서 만유 제법이 생멸 상속하여 단절하지 않는 모양[相] 위에서의 그 어떤 극한(剋限), 즉 어떤 바로 그 때를 어떤 시(時: 시각)라고 가설(假設)적으로 이름할 수 있다고 보았기 때문이다.

## 3세: 과거·현재·미래
3세(三世, 산스크리트어: trayo-dhvanah, 팔리어: tayo addhā)는 과거(過去) · 현재(現在) · 미래(未來)를 말한다. 과거 · 현재 · 미래를 전통적인 불교 용어로는 전세(前世) · 현세(現世) · 내세(來世), 또는 전제(前際) · 중제(中際) · 후제(後際), 또는 과거세(過去世) · 현재세(現在世) · 미래세(未來世)라고도 한다. 과거 또는 과거세는 숙세(宿世)라고도 한다. 한자어 숙(宿)에는 '자다, 숙박하다, 묵다, 오래 되다, 한 해 묵다, 미리, 사전에'의 뜻이 있다.
설일체유부 · 유식유가행파 · 법상종을 비롯한 불교 전반에서 공통되이, 일체 유위법의 생멸변화의 상속상(相續相)에 근거하여 과거 · 현재 · 미래의 3세(三世)의 시간을 가설(假設)한 것이라고 본다. 즉, 시간이란 실체가 없는 것으로 단순히 편의상 설정된 개념에 지나지 않는다고 본다.
과거(過去)는 어떤 법(法)이 이미 멸(滅, nirodha)했거나 또는 그 작용을 그친 것이다.
현재(現在)는 어떤 법(法)이 이미 생겨났지만 아직 낙사(落謝: 작용을 그치고 과거로 사라짐)하지 않은 것이다.
미래(未來)는 어떤 법(法)이 아직 생겨나지 않은 것이다.

## 정의
부파불교와 대승불교의 논서들에서의 시(時: 시간, 시각)의 정의를 살펴보면 다음과 같다.

### 부파불교의 설일체유부
학자들은 부파불교의 설일체유부의 논서들이 세 단계의 발전 단계를 거친 것으로 보는데, 주요 논서들을 순서대로 나열하면 다음과 같다.
- 1단계:
  - 《아비달마집이문족론(阿毘達磨集異門足論)》
  - 《아비달마법온족론(阿毘達磨法蘊足論)》
- 2단계
  - 《아비달마시설족론(阿毘達磨施設足論)》
  - 《아비달마식신족론(阿毘達磨識身足論)》
  - 《아비달마계신족론(阿毘達磨界身足論)》
  - 《아비달마품류족론(阿毘達磨品類足論)》
  - 《아비달마발지론(阿毘達磨發智論)》
- 3단계
  - 《아비담심론(阿毘曇心論)》
  - 《아비달마구사론(阿毘達磨俱舍論)》
  - 《아비달마순정리론(阿毘達磨順正理論)》
  - 《아비달마장현종론(阿毘達磨藏顯宗論)》

아래 단락들은 이러한 아비달마 논서들의 발전 순서에 의거하여 배열되어 있으며, 해당 아비달마 논서에서 나타나는 시(時: 시간, 시각)에 대한 정의를 기술한다.

### 대승불교의 유식유가행파
현대의 학자들에 따르면 인도불교의 유식학의 역사는 크게 3기로 나뉘는데, 제1기는 미륵(彌勒)과 무착(無着)의 유식학이고, 제2기는 세친(世親)의 유식학이고, 제3기는 호법(護法)과 안혜(安慧) 등의 10대 논사의 유식학이다.
아래 단락들은 이러한 구분에 의거하여 배열되어 있으며, 해당 유식학 논서에서 나타나는 시(時: 시간, 시각)에 대한 정의를 기술한다.

## 참고 문헌
- 이 문서에는 다음커뮤니케이션(현 카카오)에서 GFDL 또는 CC-SA 라이선스로 배포한 글로벌 세계대백과사전의 내용을 기초로 작성된 글이 포함되어 있습니다.
- 곽철환 (2003). 《시공 불교사전》. 시공사 / 네이버 지식백과. |title=에 외부 링크가 있음 (도움말)
- 무착 지음, 현장 한역 (K.571, T.1602). 《현양성교론》. 한글대장경 검색시스템 - 전자불전연구소 / 동국역경원. K.571(16-1), T.1602(31-480). |title=에 외부 링크가 있음 (도움말)
- 무착 지음, 현장 한역, 이한정 번역 (K.572, T.1605). 《대승아비달마집론》. 한글대장경 검색시스템 - 전자불전연구소 / 동국역경원. K.572(16-157), T.1605(31-663). |title=에 외부 링크가 있음 (도움말)
- 미륵 지음, 현장 한역, 강명희 번역 (K.614, T.1579). 《유가사지론》. 한글대장경 검색시스템 - 전자불전연구소 / 동국역경원. K.570(15-465), T.1579(30-279). |title=에 외부 링크가 있음 (도움말)
- 세친 지음, 현장 한역, 송성수 번역 (K.618, T.1612). 《대승오온론》. 한글대장경 검색시스템 - 전자불전연구소 / 동국역경원. K.618(17-637), T.1612(31-848). |title=에 외부 링크가 있음 (도움말)
- 세친 지음, 현장 한역, 송성수 번역 (K.644, T.1614). 《대승백법명문론》. 한글대장경 검색시스템 - 전자불전연구소 / 동국역경원. K.644(17-808), T.1614(31-855). |title=에 외부 링크가 있음 (도움말)
- 안혜 지음, 지바하라 한역, 조환기 번역 (K.619, T.1613). 《대승광오온론》. 한글대장경 검색시스템 - 전자불전연구소 / 동국역경원. K.619(17-641), T.1613(31-850). |title=에 외부 링크가 있음 (도움말)
- 안혜 지음, 현장 한역, 이한정 번역 (K.576, T.1605). 《대승아비달마잡집론》. 한글대장경 검색시스템 - 전자불전연구소 / 동국역경원. K.576(16-228), T.1606(31-694). |title=에 외부 링크가 있음 (도움말)
- 운허.  동국역경원 편집, 편집. 《불교 사전》. |title=에 외부 링크가 있음 (도움말)
- 호법 등 지음, 현장 한역, 김묘주 번역 (K.614, T.1585). 《성유식론》. 한글대장경 검색시스템 - 전자불전연구소 / 동국역경원. K.614(17-510), T.1585(31-1). |title=에 외부 링크가 있음 (도움말)
- 황욱 (1999). 《무착[Asaṅga]의 유식학설 연구》. 동국대학원 불교학과 박사학위논문.
- (영어) Sanskrit and Tamil Dictionaries. 《Cologne Digital Sanskrit Dictionaries》. Institute of Indology and Tamil Studies, Cologne University (www.sanskrit-lexicon.uni-koeln.de). |title=, |출판사=에 외부 링크가 있음 (도움말)
- (중국어) 무착 조, 현장 한역 (T.1602). 《현양성교론(顯揚聖教論)》. 대정신수대장경. T31, No. 1602, CBETA. |title=에 외부 링크가 있음 (도움말)
- (중국어) 무착 조, 현장 한역 (T.1605). 《대승아비달마집론(大乘阿毘達磨集論)》. 대정신수대장경. T31, No. 1605, CBETA. |title=에 외부 링크가 있음 (도움말)
- (중국어) 미륵 조, 현장 한역 (T.1579). 《유가사지론(瑜伽師地論)》. 대정신수대장경. T30, No. 1579. CBETA. |title=에 외부 링크가 있음 (도움말)
- (중국어) 星雲. 《佛光大辭典(불광대사전)》 3판. |title=에 외부 링크가 있음 (도움말)
- (중국어) 세친 조, 현장 한역 (T.1612). 《대승오온론(大乘五蘊論)》. 대정신수대장경. T31, No. 1612, CBETA. |title=에 외부 링크가 있음 (도움말)
- (중국어) 세친 조, 현장 한역 (T.1614). 《대승백법명문론(大乘百法明門論)》. 대정신수대장경. T31, No. 1614, CBETA. |title=에 외부 링크가 있음 (도움말)
- (중국어) 안혜 조, 지바하라 한역 (T.1613). 《대승광오온론(大乘廣五蘊論)》. 대정신수대장경. T31, No. 1613, CBETA. |title=에 외부 링크가 있음 (도움말)
- (중국어) 안혜 조, 현장 한역 (T.1606). 《대승아비달마잡집론(大乘阿毘達磨雜集論)》. 대정신수대장경. T31, No. 1606, CBETA. |title=에 외부 링크가 있음 (도움말)
- (중국어) 호법 등 지음, 현장 한역 (T.1585). 《성유식론(成唯識論)》. 대정신수대장경. T31, No. 1585, CBETA. |title=에 외부 링크가 있음 (도움말)